# Palace of Fine Arts
Het Palace of Fine Arts (Nederlands: Paleis voor Schone Kunsten) is een monumentaal neoklassiek bouwwerk in San Francisco, in de Amerikaanse staat Californië. Het oorspronkelijke bouwwerk werd voor de Panama-Pacific International Exposition van 1915 gebouwd om er kunstwerken tentoon te stellen. Het werd echter gesloopt in 1964 en volledig heropgebouwd in 1965. Het Palace of Fine Arts is het enige restant van de wereldtentoonstelling van 1915 dat nog op zijn oorspronkelijke plaats staat. Tussen 1969 en 17 april 2013 was het Exploratorium, een populair wetenschapsmuseum, in het gebouw gevestigd. Dat museum bevindt zich sindsdien op Pier 15. Op 5 december 2005 werd het paleis toegevoegd aan het National Register of Historic Places.
Het paleis is voorzien van zuilengangen, reliëfs en beelden. Voor het gebouw ligt een kunstmatige vijver, die populair is bij huwelijksparen voor de trouwfoto. Het Palace of Fine Arts is bovendien nog steeds een grote toeristische attractie.

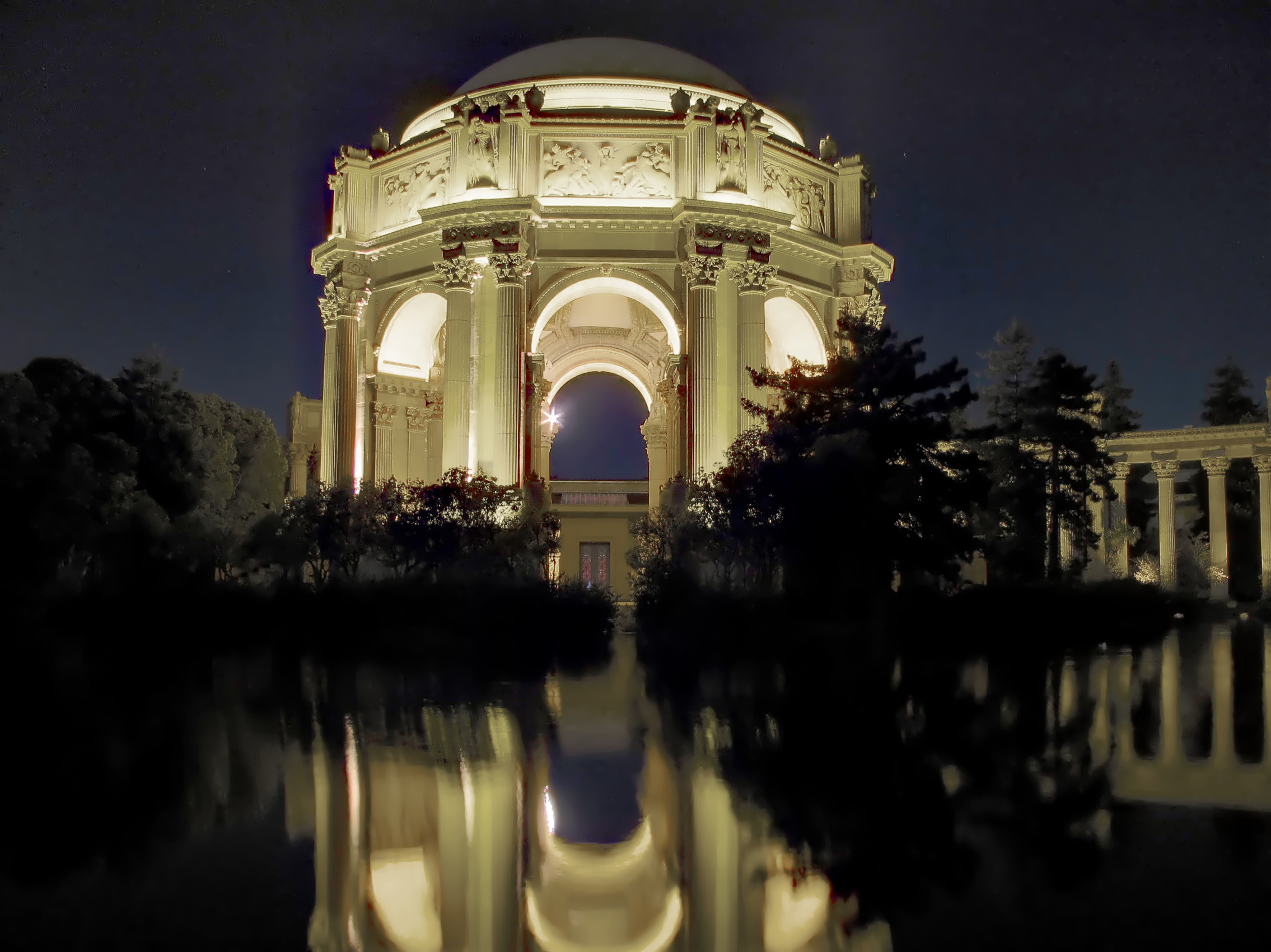
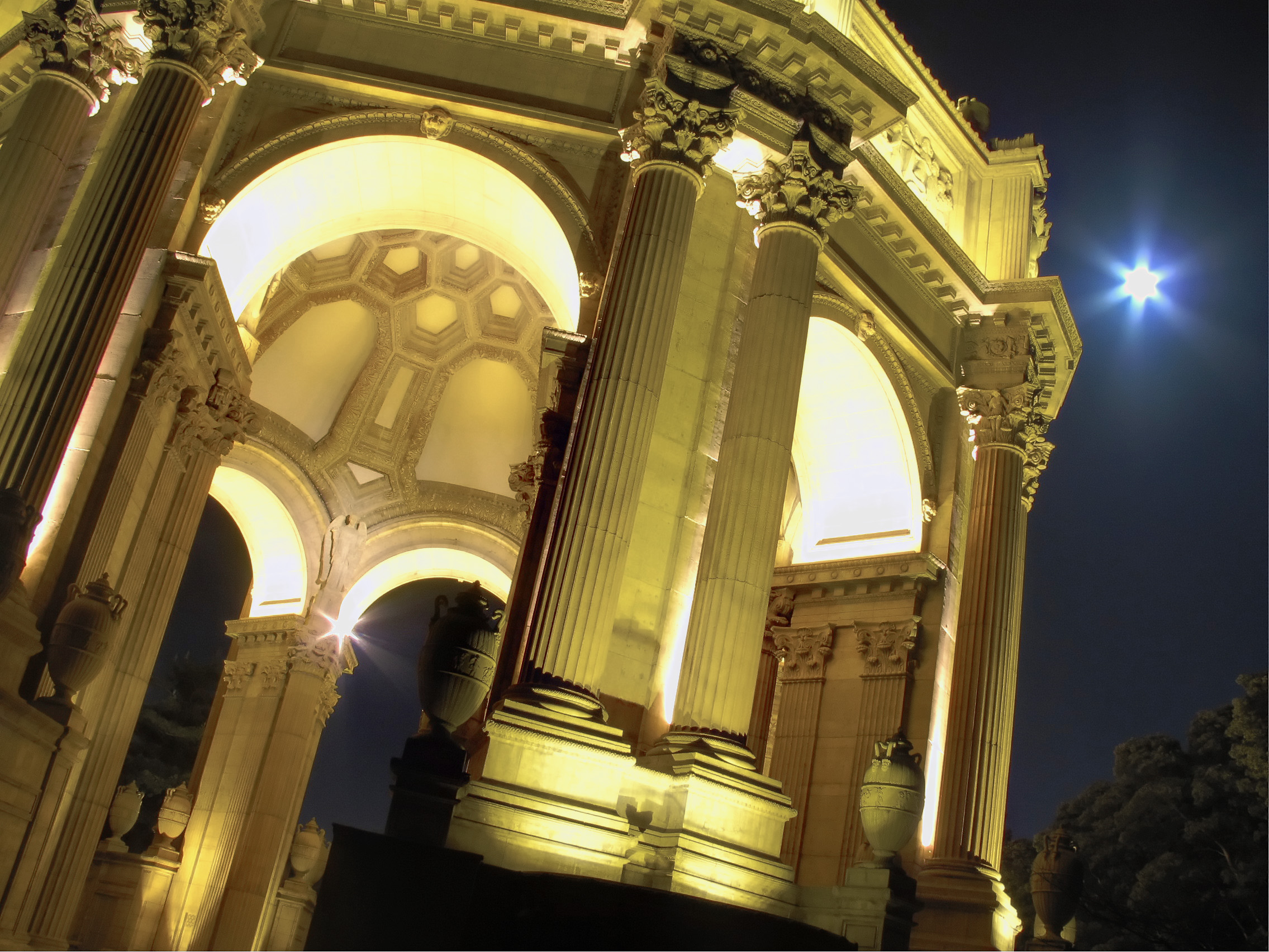
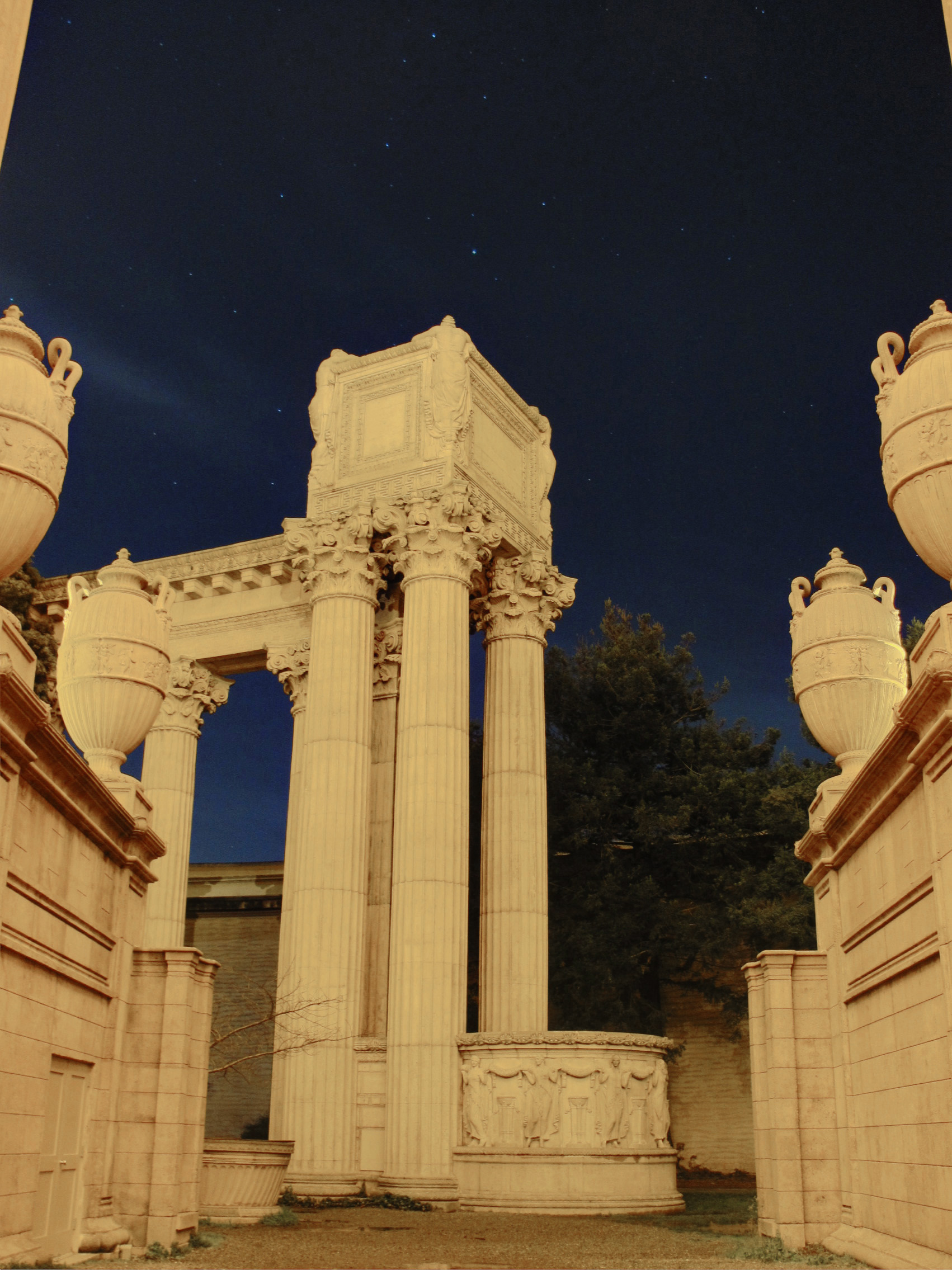
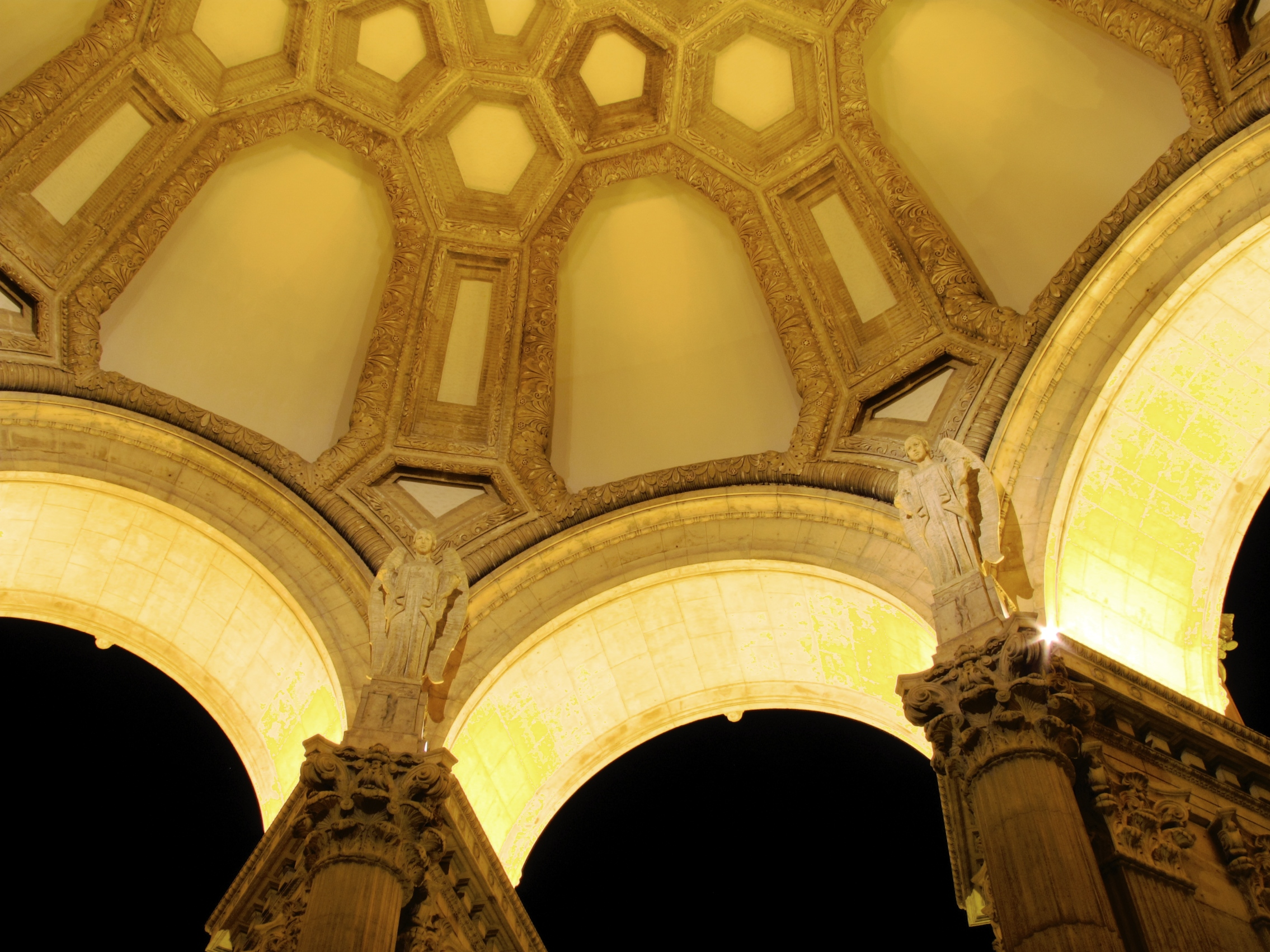
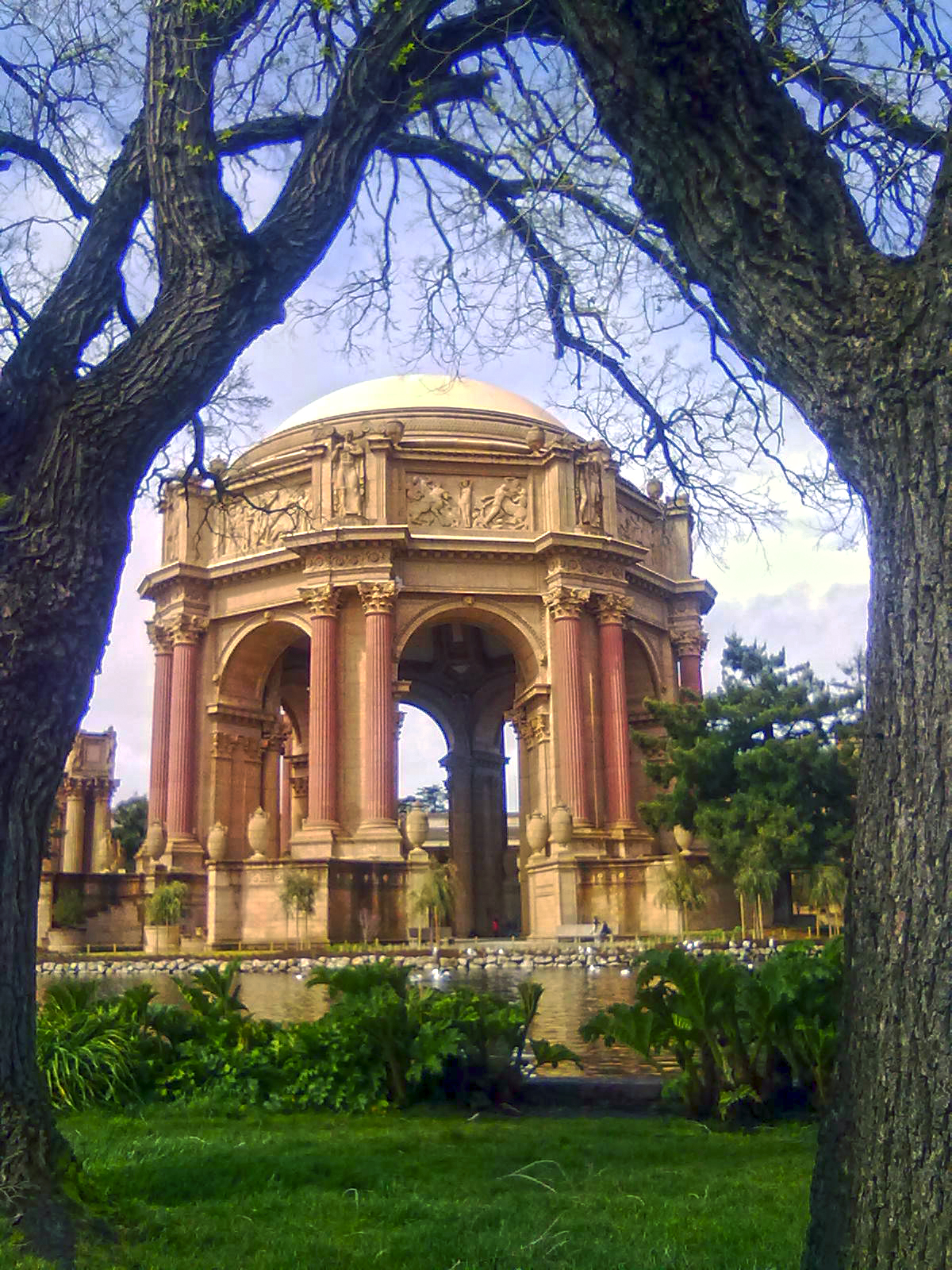
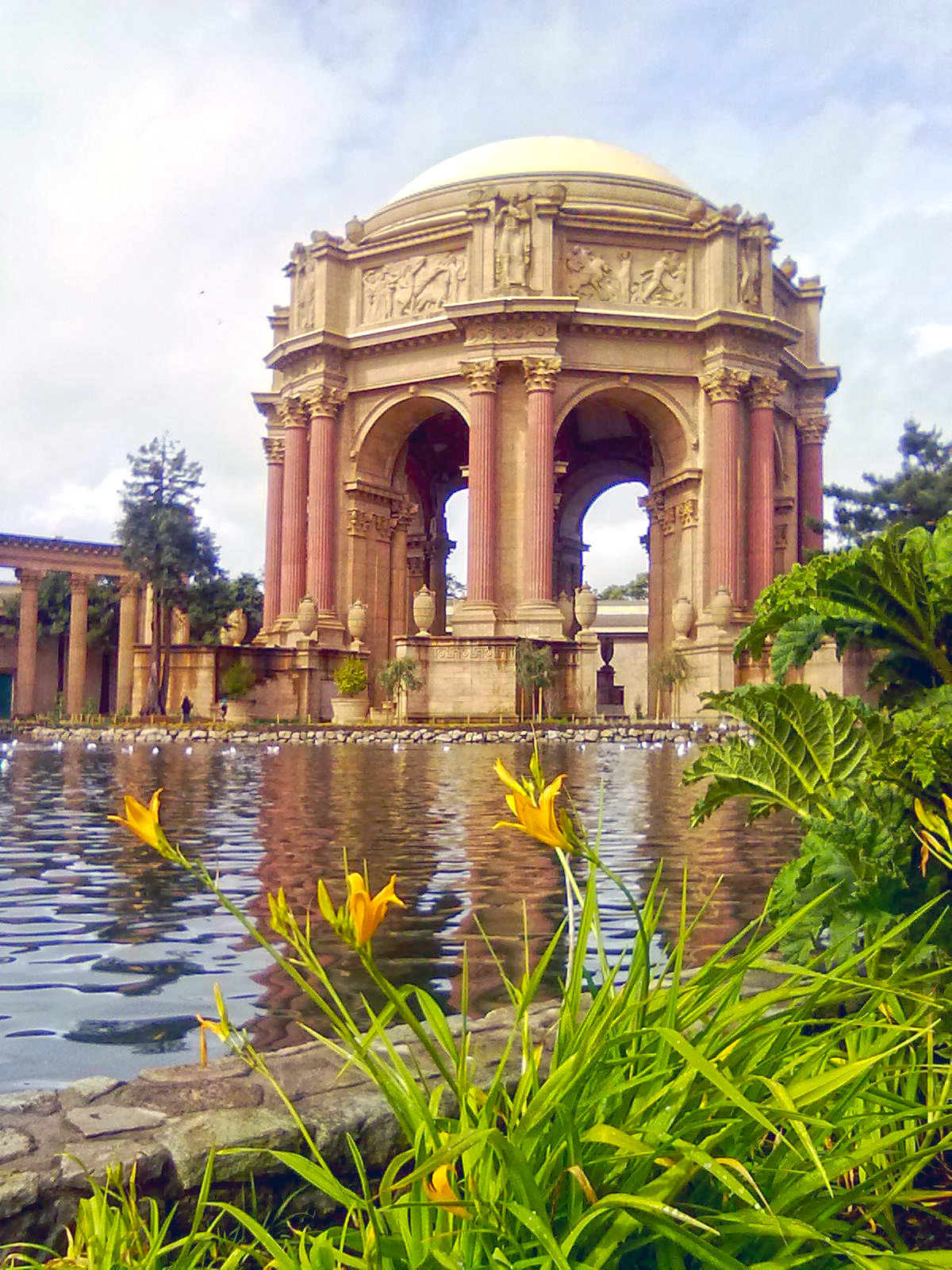